# 贝莱 (洛特省)
贝莱（法語：Bélaye，法語發音：[belaj]）是法国洛特省的一个市镇，属于卡奥尔区。

## 地理
贝莱（44°27'55"N, 1°11'35"E）面积18.69 平方千米，位于法国奧克西塔尼大區洛特省，该省份为法国西南部内陆省份，北起顺时针与科雷兹省、康塔爾省、阿韦龙省、塔恩-加龙省、洛特-加龍省和多尔多涅省接壤。
与贝莱接壤的市镇（或旧市镇、城区）包括：阿尔巴斯、昂格拉尔-瑞亚克、卡尔纳克-鲁菲亚克、格雷泽尔、拉加代勒、普赖萨克、波特迪凯尔西。

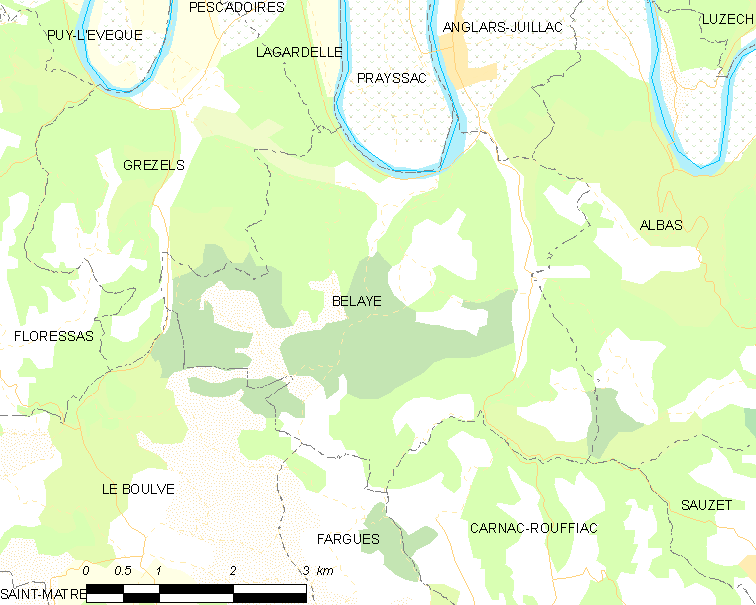
的OSM定位图

贝莱的时区为UTC+01:00、UTC+02:00（夏令时）。

## 行政
贝莱的邮政编码为46140，INSEE市镇编码为46022。

## 政治
贝莱所属的省级选区为吕泽什县。

## 人口

1962-2008年间人口变化图示

贝莱于2022年1月1日时的人口数量为204人。